# Ginn sur Mer Classic
O Ginn sur Mer Classic foi um torneio de golfe do PGA Tour realizado na Flórida, que durou dois anos, 2007 e 2008.

## Campeões
| Ano                            | Campeão              | País                 | Resultado            | Par                  | Margem               | Vice-campeão(ões)                                                      |
| Ginn sur Mer Classic           | Ginn sur Mer Classic | Ginn sur Mer Classic | Ginn sur Mer Classic | Ginn sur Mer Classic | Ginn sur Mer Classic | Ginn sur Mer Classic                                                   |
| ------------------------------ | -------------------- | -------------------- | -------------------- | -------------------- | -------------------- | ---------------------------------------------------------------------- |
| 2008                           | Ryan Palmer          | Estados Unidos       | 281                  | −7                   | 1 tacada             | Ken Duke Michael Letzig George McNeill Vaughn Taylor Nicholas Thompson |
| Ginn sur Mer Classic at Tesoro |                      |                      |                      |                      |                      |                                                                        |
| 2007                           | Daniel Chopra        | Suécia               | 273                  | −19                  | 1 tacada             | Fredrik Jacobson Shigeki Maruyama                                      |